# Niederhofen (Schwaigern)
Niederhofen ist ein Dorf im Landkreis Heilbronn in Baden-Württemberg, das seit 1971 nach Schwaigern eingemeindet ist.

## Geografie
Niederhofen liegt im Leintal zwischen Eppinger Hardtwald und Heuchelberg. Die Gemarkung von Niederhofen umfasst 781 ha, der Ort liegt in der Ortsmitte auf etwa 210 m Höhe.

## Geschichte

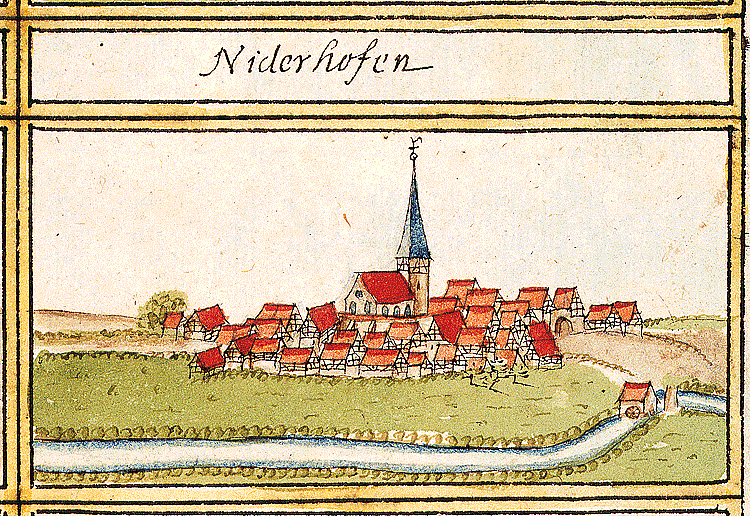
Ansicht von Niederhofen aus den Forstlagerbüchern von Andreas Kieser (1684)

Niederhofen zählt wohl zu den älteren Ausbausiedlungen des Leintals. Beweise für seine Entstehung bis zum 9. Jahrhundert sieht man in der Endung des Ortsnamens auf -hofen sowie in dem möglicherweise einstigen Patrozinium des als Kirchen-Schutzpatron nach dem 9. Jahrhundert nicht mehr gebräuchlichen heiligen Martin für die Pfarrkirche des Ortes. Der Ortsname bedeutet Niederer Hof und nimmt wohl Bezug auf die Lage des Hofes bzw. des daraus hervorgegangenen Ortes unterhalb der abgegangenen Leinburg bei Kleingartach.
Der Ort wurde erstmals 1332 anlässlich des Verkaufs von Rechten in Niederhofen und Kleingartach durch Markgraf Hermann von Baden an einen Heilbronner Bürger erwähnt. Der Ort zählte als Zubehör zur Leinburg und zu Kleingartach und teilt deren frühe Besitzgeschichte. Über die Familie von Enzberg kam Niederhofen 1360 an Württemberg. Graf Eberhard im Bart verpfändete Kleingartach mit Niederhofen und Stetten am Heuchelberg 1485 an Hans von Gemmingen, genannt der Reiche, dessen Nachkommen bis zur Auslösung des Pfandes durch Württemberg 1571 die Ortsherrschaft besaßen. Das Patronatsrecht der Niederhofener Kirche lag beim altgläubigen Stift Wimpfen, so dass die Reformation in Niederhofen erst 1588 durch einen Vertrag Herzog Ulrichs von Württemberg mit dem Stift Wimpfen abgeschlossen wurde. Durch den Verkauf der Rechte des Stifts Wimpfen kam Niederhofen schließlich 1677 vollständig zu Württemberg. Der Ort zählte zum württembergischen Amt und späteren Oberamt Brackenheim.
Im Dreißigjährigen Krieg hatte Niederhofen wie alle umliegenden Orte schwer zu leiden. Nach Kriegsende waren noch 25 von einst 70 Bürgern des Ortes am Leben, der Großteil der Äcker und fast alle Weingärten waren verwüstet, 72 von 128 Gebäuden waren zerstört. In den Kriegen des späten 17. Jahrhunderts kam es erneut zu Notzeiten in Niederhofen.
Im 18. Jahrhundert herrschte relativer Wohlstand am Ort. Die Bevölkerung wuchs von etwa 420 Personen um 1710 auf 542 Einwohner im Jahr 1779 an. 1738 wurde ein großes Rathaus mit Backstube und Fruchtböden errichtet, außerdem entstanden im 18. Jahrhundert ein Schafhaus, ein Waschhaus, ein kleines Zuchthaus und weitere neue Gemeindeeinrichtungen. Kirche, Schule und Pfarrhaus wurden angemessen unterhalten. Bis 1867 war die Einwohnerschaft auf etwa 850 Personen angewachsen.
1912 erhielt Niederhofen eine Elektrizitätsleitung, 1933 gemeinsam mit Stetten am Heuchelberg eine Wasserleitung. Ab 1938 wurde Niederhofen vom Bürgermeister in Kleingartach mitverwaltet. 1939 wurden 503 Einwohner gezählt, Ende 1945 waren es 534. Im Zweiten Weltkrieg blieb der Ort von Luftangriffen weitgehend verschont, allerdings ereigneten sich am 5. und 6. April 1945 Kampfhandlungen, in deren Verlauf zwei Anwesen in Brand geschossen und bei der Besetzung des Ortes durch marokkanische Truppen der Ortsgruppenleiter zu Tode geprügelt, ein Einwohner erschossen und Frauen vergewaltigt wurden.
Der Ort wurde am 1. September 1971 nach Schwaigern eingemeindet und ist bis in die jüngste Gegenwart stark landwirtschaftlich geprägt. Gegenwärtig (Stand Februar 2016) leben 949 Einwohner in Niederhofen.

## Wappen
Das Wappen von Niederhofen zeigt in Rot ein goldenes Tatzenkreuz. Das Kreuz ist seit 1583 überliefert und änderte seine Form vom Tatzenkreuz (1596) über ein Kleeblatt-förmiges Kreuz (1604) und ein Kreuz mit Lilienenden (1618) wieder zurück zum Tatzenkreuz, wie es 1684 erneut auf Marksteinen zu sehen ist. Die Herkunft des Kreuzes ist unbekannt, die Farben wurden erst 1930 festgelegt.

## Sehenswürdigkeiten

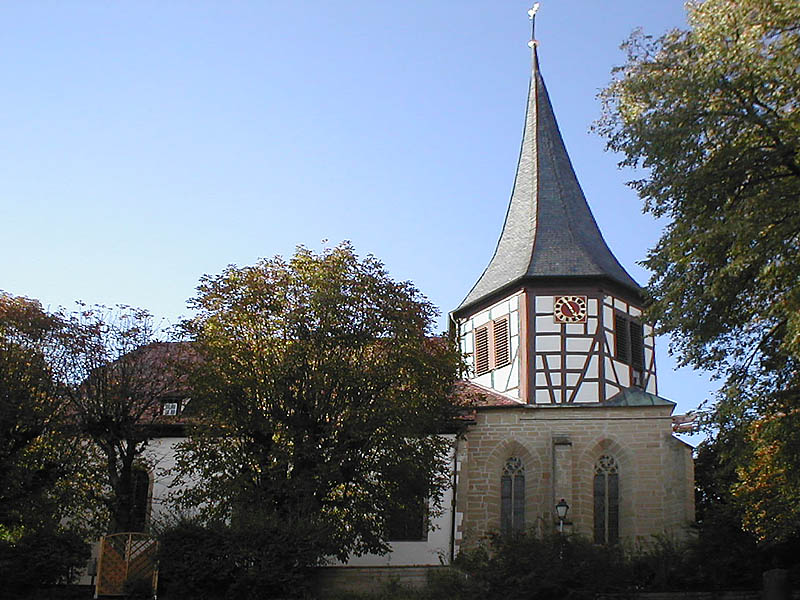
Cyriakuskirche

- Die evangelische Cyriakuskirche stammt im Wesentlichen aus dem 15. Jahrhundert. Nach Osten hin ist an ein romanisches Hauptschiff ein gotischer Chor mit Kreuzgewölbe angebaut. Der achteckige Fachwerkaufbau des Turmes ist jüngeren Datums, wie auch verschiedene Teile der Kirche, darunter die Fenster der Südwand und die Kanzel, wohl aus den 1770er Jahren stammen.
- Das ehemalige Rathaus ist ein Fachwerkgebäude von 1738 mit Eckquaderung und einem Dachreiter auf dem Krüppelwalmdach. An das Rathaus schließt sich in der Zabergäustraße eine historische Gebäudegruppe an. Das Pfarrhaus wurde 1791 errichtet.
- Die alte Kelter des Ortes wird als Wohnhaus genutzt.
- Das ehemalige evangelische Pfarrhaus, erbaut 1726.
- Der Waggelesbrunnen in der Ortsmitte wurde 1988 von dem Steinhauer Günther Wüst gestiftet.

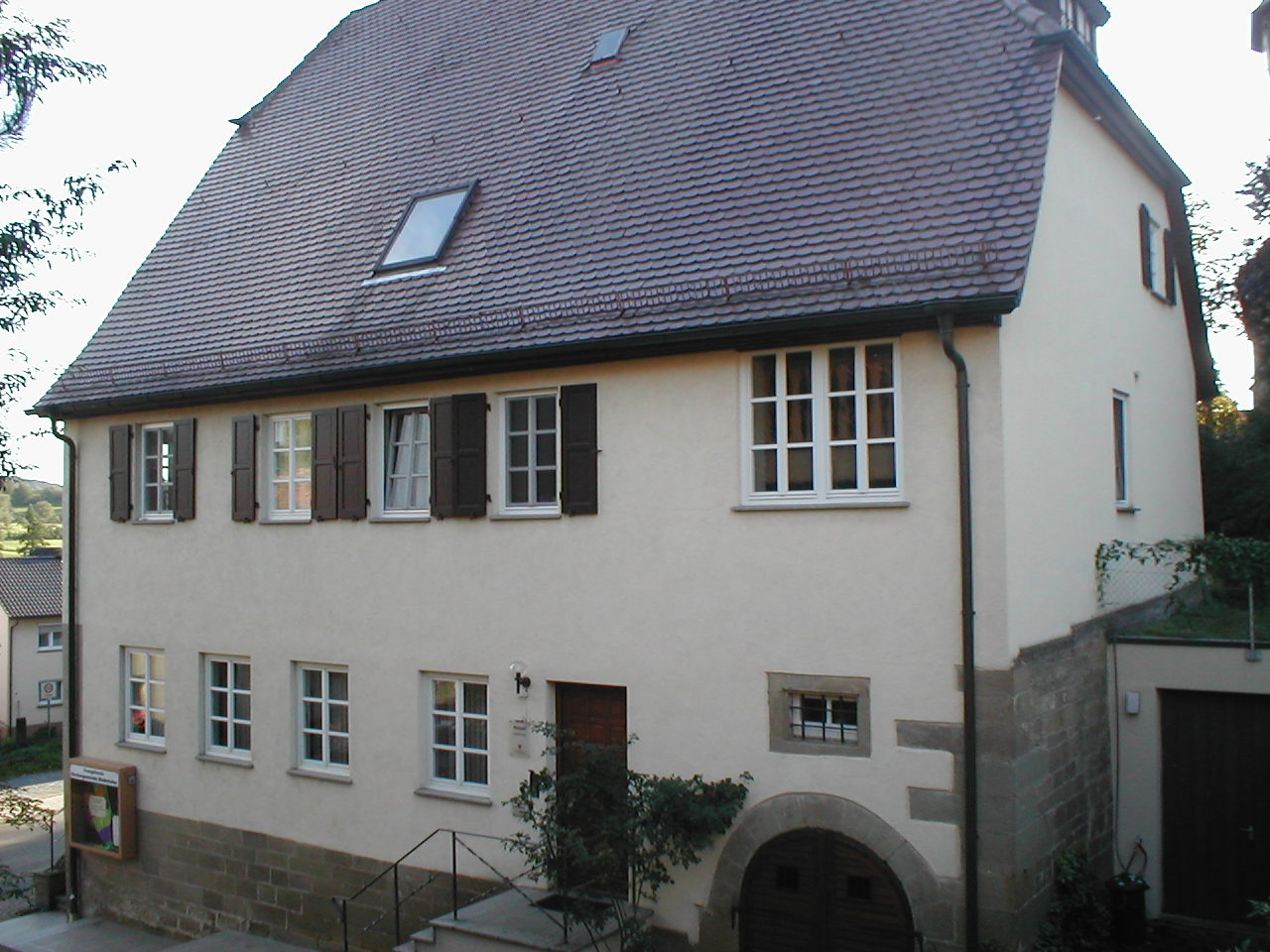
Pfarrhaus 1791
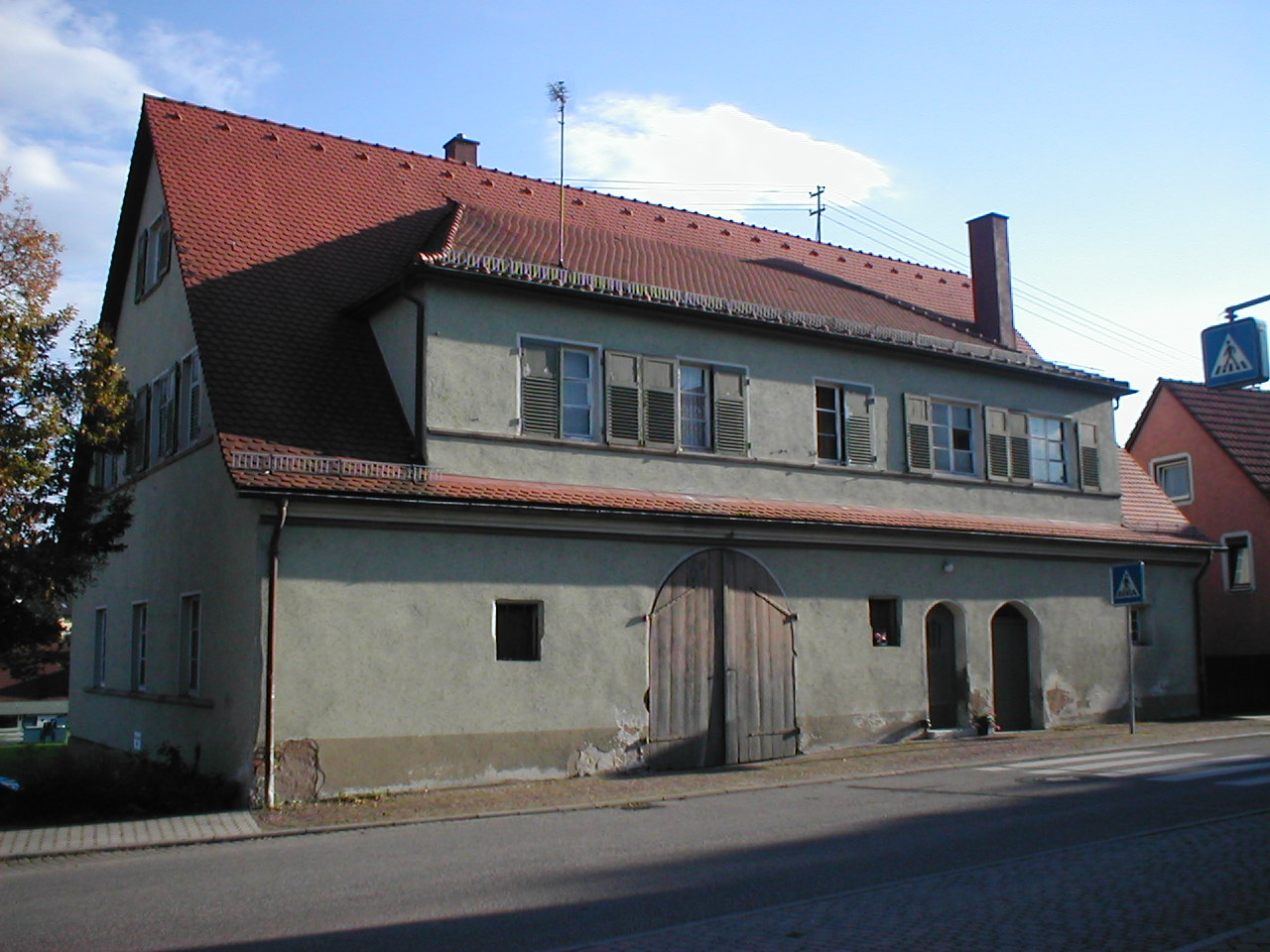
Alte Kelter
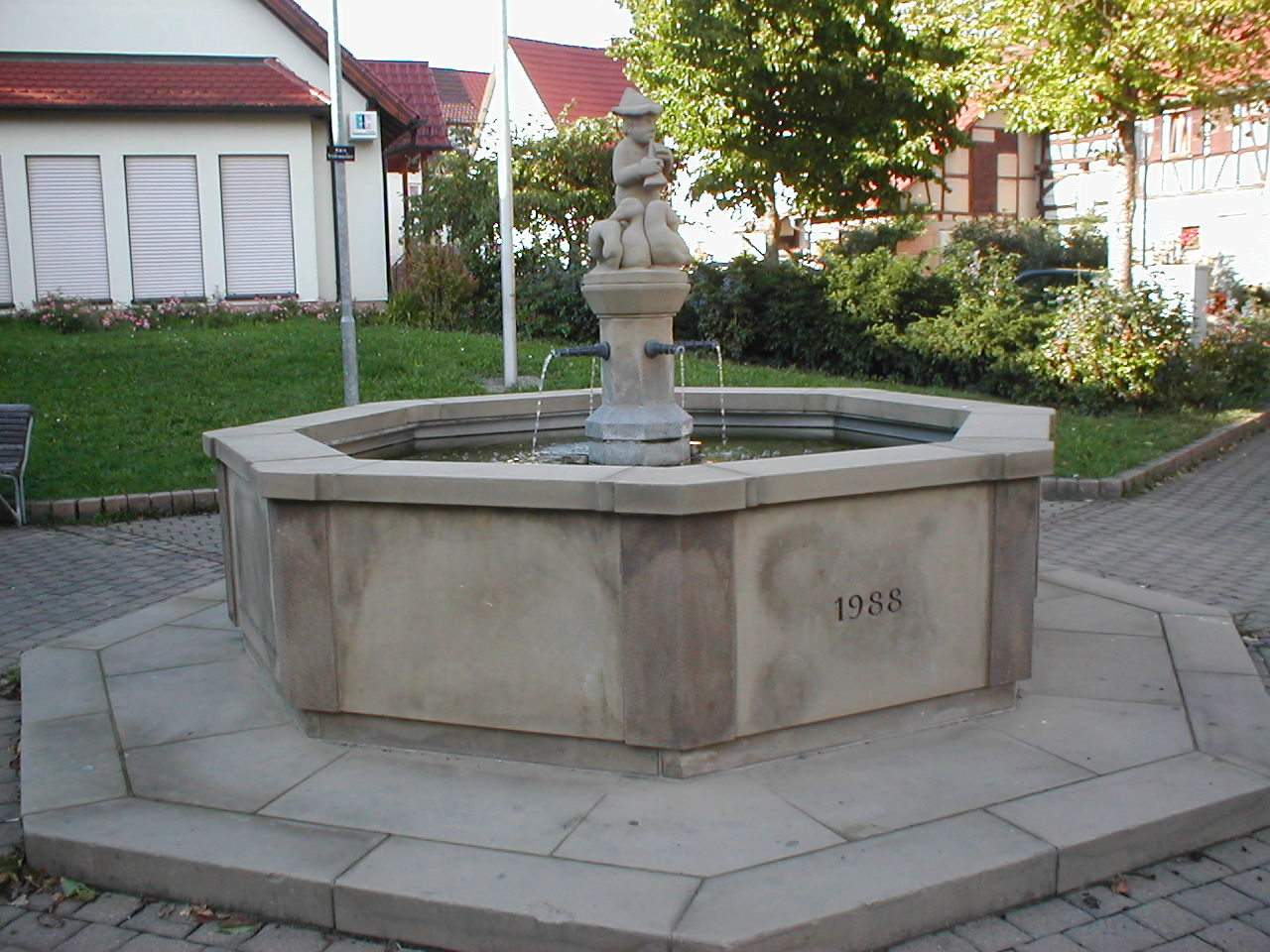
Waggelesbrunnen

## Sport
1922 wurde der TSV Niederhofen (Turn- und Sportverein Niederhofen e. V.) gegründet. Dort gibt es die Abteilungen Fußball, Volleyball, Kinder- und Jugendturnen, Frauengymnastik und Zumba.